# Enriqueta González Baz
Enriqueta González Baz (Ciutat de Mèxic, 22 de setembre de 1915 - 22 de desembre de 2002) va ser una matemàtica i acadèmica mexicana. Va ser la primera dona a tenir el títol en Matemàtiques a Mèxic i una de les cinc fundadores de la Societat Matemàtica Mexicana.

## Estudis
Després de finalitzar els seus estudis de secundària, Enriqueta González Baz va ser enviada pel seu pare a l'Escola Domèstica, continuant la tradició de l'època, per rebre cursos de primers auxilis, cuina i d'altres tasques de manteniment de la llar. Tanmateix, una de les seves professores es va adonar del seu talent, per la qual cosa li va suggerir estudiar a l'escola preparatòria. Ella es va matricular en una preparatòria nocturna situada a l'antic Col·legi de San Ildefonso i, a més a més, estudiava a l'Escola Normal Superior, per la qual cosa va obtenir els títols de batxillerat en Ciències Físico-matemàtiques per l'Escola Nacional Preparatòria i de professora de primària per l'Escola Nacional de Mestres.
Posteriorment, González Baz es va inscriure en la Facultat de Ciències de la Universitat Nacional Autònoma de Mèxic, aleshores pertanyent a la Facultat d'Enginyeria de la Universitat Nacional Autònoma de Mèxic en el Palau de la Mineria. Va pertànyer a les primeres generacions de la carrera de matemàtiques, convertint-se el 1944 en la primera dona matemàtica titulada a Mèxic. Desgraciadament, en inscriure's la llicenciatura en la Direcció General de Professions, la Secretaria d'Educació Pública va equiparar el títol amb el de mestra d'ensenyament en matemàtica per a escoles secundàries.
Després de graduar-se de la UNAM, va fer estudis de postgrau en el Bryn Mawr College a Filadèlfia, Pensilvània, Estats Units.

## Obra
González Baz va treballar com a investigadora de l'Institut de Física de la UNAM, va ser professora de matemàtiques a la Facultat de Ciències de la mencionada universitat, a més a més d'haver impartit càtedra en els planters 1, 5 i 6 de l'Escola Nacional Preparatòria. Va traduir a l'espanyol el llibre Topología, del matemàtic dels Estats Units Solomon Lefschetz.
Al 1942 es va realitzar el Primer Congrés Nacional de Matemàtiques, que va derivar en la creació de la Societat Matemàtica Mexicana el 1943. González Baz va formar part de les cinc dones (de 131 membres fundadors) que van iniciar l'esmentada agrupació.

## Reconeixements
Al 2010, el Paseo de la Mujer Mexicana, situat a Monterrey, Nuevo León, va reconèixer una sèrie de científiques i acadèmiques mexicanes, entre les quals Enriqueta González.